# قرقیز-چک (شهرستان قره‌سو)
قرقیز-چک (به لاتین: Kyrgyz-Chek) یک روستا در قرقیزستان است که در شهرستان قره‌سو (قرقیزستان) واقع شده‌است. قرقیز-چک ۴٬۵۹۰ نفر جمعیت دارد و ۹۷۸ متر بالاتر از سطح دریا واقع شده‌است.